# NGC 5098
NGC 5098 este o brightest cluster galaxy⁠(d) situată în constelația Câinii de Vânătoare. A fost descoperită în 29 aprilie 1827 de către John Herschel.